# Banjski Dol
Banjski Dol (em cirílico: Бањски Дол) é uma vila da Sérvia localizada no município de Dimitrovgrad, pertencente ao distrito de Pirot, na região de Visok. A sua população era de 7 habitantes segundo o censo de 2011.

## Demografia
| 1948 | 1953 | 1961 | 1971 | 1981 | 1991 | 2002 | 2011 |
| ---- | ---- | ---- | ---- | ---- | ---- | ---- | ---- |
| 402  | 367  | 282  | 148  | 79   | 45   | 19   | 7    |